# Wynton Kelly
Wynton Kelly (ur. 2 grudnia 1931 w Nowym Jorku, zm. 12 kwietnia 1971 w Toronto) – amerykański pianista jazzowy jamajskiego pochodzenia. Największą sławę przyniosła mu współpraca z Milesem Davisem w latach 50., m.in. nagrał utwór „Freddie Freeloader” na płycie Kind of Blue.

## Życiorys
Wynton Kelly był synem jamajskich imigrantów, urodził się 2 grudnia 1931. Zaczął profesjonalną karierę jako nastolatek, początkowo jako członek zespołów R&B. Współpracował z takimi muzykami, jak Lee Abrams, Cecil Payne, Dinah Washington oraz Dizzy Gillespie, a następnie był członkiem kwintetu Milesa Davisa od roku 1959 do 1963. Pojawia się na kluczowej płycie Davisa Kind of Blue w 1959, zastępując Billa Evansa w utworze „Freddie Freeloader”. Podobnie, pojawia się w pojedynczym utworze z płyty Johna Coltrane’a Giant Steps, zastępując Tommy’ego Flanagana w utworze „Naima”.
Nagrał czternaście tytułów dla wytwórni Blue Note w trio (1951), i współpracował z takimi muzykami, jak Washington, Gillespie, czy Lester Young w latach 1951-1952. Po odbyciu służby wojskowej współpracował z Washingtonem (1955-1957), Charlesem Mingusem (1956–1957) oraz big bandem Dizzy’ego Gillespiego (1957), lecz jest najbardziej znany z pracy z Milesem Davisem (1959-1963), z którym nagrał albumy Kind of Blue, At the Blackhawk, i Someday My Prince Will Come. Opuszczając Davisa, Kelly zabrał ze sobą resztę sekcji rytmicznej (basistę Paula Chambersa i perkusistę Jimmy’ego Cobba), by stworzyć własne trio.
Nagrywał jako lider m.in. dla wytwórni Blue Note, Riverside Records, Vee-Jay, Verve i Milestone Records. W 1963 Kelly został ojcem córki, Tracy, z partnerką Anne. Jej został zadedykowany utwór „Little Tracy”, z Comin' in the Back Door. Tracy Matisak jest teraz reporterką telewizji z Filadelfii.
Dalszy krewny Kelly’ego, basista Marcus Miller, również grał z Milesem Davisem w latach 80. i 90.
Zmarł w Toronto, w Kanadzie w kwietniu 1971.

## Dyskografia

### Jako lider
- 1951: Piano Interpretations (Blue Note)
- 1958: Piano (Riverside)
- 1959: Kelly Blue (Riverside)
- 1959: Kelly Great (Vee-Jay)
- 1960: Kelly at Midnight (Vee-Jay)
- 1961: Wynton Kelly! (Vee-Jay)
- 1961: Someday My Prince Will Come (Vee-Jay)
- 1963: Comin' in the Back Door (Verve)
- 1964: It's All Right! (Verve)
- 1965: Undiluted (Verve)
- 1965: Smokin' at the Half Note (Verve)
- 1965: Blues on Purpose (Xanadu)
- 1967: Full View (Milestone Records)
- 1968: Last Trio Session (Delmark)

### Jako sideman
Lider Julian „Cannonball” Adderley
- Things Are Getting Better (1958)
- Cannonball Adderley Quintet in Chicago (1959)
- Cannonball Takes Charge (1959)
- African Waltz (1961)
- The Cannonball Adderley Quintet Plus (1961)

Lider Nat Adderley
- Much Brass (1959)
- That's Right! (1960)
- Naturally! (1961)

Lider Lorez Alexandria
- Alexandria the Great (1964)
- More of the Great (1964)

Lider Gene Ammons
- Night Lights (1970)

Lider Walter Benton
- Out of This World (1960)

Lider Bob Brookmeyer
- Jazz is a Kick (1960)

Lider Joy Bryan
- Make the Man Love Me (1961)

Lider Donald Byrd
- Off to the Races (1958)

Lider Betty Carter
- Out There (1958)

Lider Paul Chambers
- Go... (1959)
- 1st Bassman (1960)

Lider James Clay
- The Sound of the Wide Open Spaces!!! (1960)

Lider Jimmy Cleveland
- Cleveland Style (1957)

Lider John Coltrane
- Coltrane Jazz (1961)

Lider King Curtis
- The New Scene of King Curtis (1960)
- Soul Meeting (1960)

Lider Miles Davis
- Miles Ahead (1957)
- Kind of Blue (1959)
- Someday My Prince Will Come (1961)

Lider Dizzy Gillespie
- Dizzy and Strings (1954)
- Dizzy Atmosphere (1957)
- Birks' Works (1957)
- Dizzy in Greece (1957)
- Dizzy Gillespie at Newport (1957)

Lider Benny Golson
- Benny Golson's New York Scene (1957)
- The Modern Touch (1957)
- Turning Point (1962)

Lider Paul Gonsalves
- Gettin' Together (1960)

Lider Dexter Gordon
- The Jumpin' Blues (1970)

Lider Grant Green
- First Session (1960)

Lider Johnny Griffin
- Introducing Johnny Griffin (1956)
- A Blowin’ Session (1957)

Lider Eddie Harris
- Cool Sax, Warm Heart (1964)

Lider Jimmy Heath
- On the Trail (1964)

Lider Bill Henderson
- Bill Henderson Sings (1959)

Lider Joe Henderson
- Four (1968)
- Straight, No Chaser (1968)

Lider Ernie Henry
- Seven Standards and a Blues (1957)
- Last Chorus (1957)

Lider Billie Holiday
- Lady Sings the Blues (1956)

Lider Helen Humes
- Swingin' with Humes (1961)

Lider Illinois Jacquet
- The Blues That's Me (1969)

Lider Eddie Jefferson
- Letter From Home (1962)

Lider J.J. Johnson
- The Eminent Jay Jay Johnson Volume 2 (1954)

Lider Elvin Jones & Philly Joe Jones
- Together! (1961)

Lider Sam Jones
- The Chant (1961)

Lider Rahsaan Roland Kirk
- Domino (1962)

Lider Steve Lacy
- Soprano Sax (1957)

Lider Abbey Lincoln
- That's Him (1957)
- It's Magic (1958)

Lider Booker Little
- Booker Little (1960)

Lider Chuck Magione
- Recuerdo (1962)

Lider Blue Mitchell
- Big 6 (1958)
- Blue Soul (1959)
- Blue's Moods (1960)
- A Sure Thing (1962)

Lider Hank Mobley
- Peckin' Time (1958)
- Soul Station (1960)
- Roll Call (1961)
- Workout (1961)
- Another Workout (1961)

Lider Wes Montgomery
- Bags Meets Wes! (1961)
- Full House (1962)
- Smokin' at the Half Note (1965)

Lider Lee Morgan
- Here's Lee Morgan (1960)

Lider Mark Murphy
- Rah (1961)

Lider David Newman
- Staight Ahead (1960)

Lider Art Pepper
- Gettin' Together (1960)

Lider Sonny Red
- Out of the Blue (Sonny Red) (1959)

Lider Dizzy Reece
- Star Bright (1959)

Lider Sonny Rollins
- Sonny Rollins, Volume 1 (1956)
- Newk’s Time (1957)

Lider Wayne Shorter
- Introducing Wayne Shorter (1959)

Lider Don Sleet
- All Members (1961)

Lider Frank Strozier
- Fantastic Frank Strozier (1959)

Lider Art Taylor
- A.T.'s Delight (1960)

Lider Teri Thornton
- Devil May Care (1960)

Lider Phil Upchurch
- Feeling Blue (1967)

Lider Dinah Washington
- Back to the Blues (1962)